# جام قهرمانان کونکاکاف ۱۹۹۶
جام قهرمانان کونکاکاف ۱۹۹۶ سی‌ و دومین دوره مسابقات بین‌المللی فوتبال باشگاهی سالانه جام قهرمانان کونکاکاف بود که در منطقه کونکاکاف (آمریکای شمالی، آمریکای مرکزی و دریای کارائیب) برگزار شد. مسابقات از ۹ مارس ۱۹۹۶ تا ۲۰ ژوئیه ۱۹۹۷ به طول انجامید.
تیم‌ها به ۲ منطقه (شمالی/مرکزی و کارائیب) تقسیم شدند. منطقه آمریکای شمالی/مرکزی به ۳ گروه تقسیم شد و برنده هر گروه مرحله نهایی راه یافت. برنده منطقه کارائیب در یک بازی پلی آف با نماینده ایالات متحده روبرو شد تا تکلیف آخرین تیم برای مرحله نهایی مشخص شود. تمام بازی‌های مقدماتی به صورت سیستم رفت/برگشت برگزار شد، اما مرحله نهایی در گواتمالاسیتی انجام شد.
مرحله نهایی به صورت نوبت‌گردشی بین ۴ تیم برگزار شد. تیم مکزیکی کروز آزول در انتها با ۷ امتیاز در رتبه اول قرار گرفت و چهارمین قهرمانی خود را در مسابقات کونکاکاف بدست آورد.

## منطقه آمریکای شمالی/مرکزی

### گروه ۱
مرحله اول
| تیم ۱       | نتیجه نهایی | تیم ۲       | بازی رفت | بازی برگشت |
| ----------- | ----------- | ----------- | -------- | ---------- |
| آلاخولنسه   | ۶–۳         | فاس         | ۴–۲      | ۲–۱        |
| عربه یونیدو | ۲–۱         | رئال استیلی | ۱–۱      | ۱–۰        |
| لا ویکتوریا | ۳–۷         | ویکتوریا    | ۱–۳      | ۲–۴        |

مرحله دوم
| تیم ۱    | نتیجه نهایی | تیم ۲       | بازی رفت | بازی برگشت |
| -------- | ----------- | ----------- | -------- | ---------- |
| ویکتوریا | ۳–۲         | عربه یونیدو | ۱–۰      | ۲–۲        |

مرحله سوم
| تیم ۱    | نتیجه نهایی | تیم ۲     | بازی رفت | بازی برگشت |
| -------- | ----------- | --------- | -------- | ---------- |
| ویکتوریا | ۱–۲         | کروز آزول | ۱–۰      | ۰–۲        |

مرحله چهارم
| تیم ۱     | نتیجه نهایی | تیم ۲     | بازی رفت | بازی برگشت |
| --------- | ----------- | --------- | -------- | ---------- |
| آلاخولنسه | ۲–۵         | کروز آزول | ۰–۲      | ۲–۳        |

### گروه ۲
مرحله اول
| تیم ۱   | نتیجه نهایی | تیم ۲  | بازی رفت | بازی برگشت |
| ------- | ----------- | ------ | -------- | ---------- |
| ساپریسا | ۴–۳         | المپیا | ۴–۰      | ۰–۳        |

مرحله دوم
| تیم ۱   | نتیجه نهایی | تیم ۲   | بازی رفت | بازی برگشت |
| ------- | ----------- | ------- | -------- | ---------- |
| ساپریسا | ۳–۴         | نیکاکسا | ۲–۲      | ۱–۲        |

### گروه ۳
مرحله اول
| تیم ۱        | نتیجه نهایی | تیم ۲           | بازی رفت | بازی برگشت |
| ------------ | ----------- | --------------- | -------- | ---------- |
| کامیونیکیشنس | ۶–۰         | کوسموس          | ۴–۰      | ۲–۰        |
| ساکاچیسپاس   | ۵–۳         | یوونتوس ماناگوا | ۳–۱      | ۲–۲        |

مرحله دوم
| تیم ۱        | نتیجه نهایی | تیم ۲      | بازی رفت | بازی برگشت |
| ------------ | ----------- | ---------- | -------- | ---------- |
| کامیونیکیشنس | ۵–۱         | ساکاچیسپاس | ۲–۱      | ۳–۰        |

مرحله سوم
| تیم ۱   | نتیجه نهایی | تیم ۲        | بازی رفت | بازی برگشت |
| ------- | ----------- | ------------ | -------- | ---------- |
| یوونتوس | ۱–۸         | کامیونیکیشنس | ۱–۱      | ۰–۷        |

## منطقه کارائیب
مرحله اول
| تیم ۱    | نتیجه نهایی | تیم ۲     | بازی رفت | بازی برگشت |
| -------- | ----------- | --------- | -------- | ---------- |
| سیناماری | w/o*        | پراکاش    | ۰–۰      |            |
| ترانسوال | w/o**       | ستاره سرخ |          |            |

- سیناماری بعد از بازی اول انصراف داد.
- ستاره سرخ قبل از بازی اول انصراف داد.

مرحله دوم
| تیم ۱    | نتیجه نهایی | تیم ۲  | بازی رفت | بازی برگشت |
| -------- | ----------- | ------ | -------- | ---------- |
| ترانسوال | ۱–۰         | پراکاش | ۰–۰      | ۱–۰        |

## پلی آف ایالات متحده/کارائیب
| تیم ۱        | نتیجه | تیم ۲    |
| ------------ | ----- | -------- |
| سیاتل ساندرز | ۱۰–۰  | ترانسوال |

## مرحله نهایی
| رتبه | تیم          | بازی | برد | مساوی | باخت | گل زده | گل خورده | گل تفاضل | امتیاز |
| ---- | ------------ | ---- | --- | ----- | ---- | ------ | -------- | -------- | ------ |
| ۱    | کروز آزول    | ۳    | ۲   | ۱     | ۰    | ۱۴     | ۲        | ۱۲+      | ۷      |
| ۲    | نیکاکسا      | ۳    | ۱   | ۲     | ۰    | ۸      | ۵        | ۳+       | ۵      |
| ۳    | کامیونیکیشنس | ۳    | ۱   | ۱     | ۱    | ۶      | ۵        | ۱+       | ۴      |
| ۴    | سیاتل ساندرز | ۳    | ۰   | ۰     | ۳    | ۱      | ۱۷       | ۱۶−      | ۰      |

| کامیونیکیشنس | ۲–۰ | سیاتل ساندرز |
| ------------ | --- | ------------ |
|              |     |              |

| نیکاکسا | ۱–۱ | کروز آزول |
| ------- | --- | --------- |
|         |     |           |

| سیاتل ساندرز | ۱–۴ | نیکاکسا |
| ------------ | --- | ------- |
|              |     |         |

| کامیونیکیشنس | ۱–۲ | کروز آزول |
| ------------ | --- | --------- |
|              |     |           |

| کامیونیکیشنس | ۳–۳ | نیکاکسا |
| ------------ | --- | ------- |
|              |     |         |

| سیاتل ساندرز | ۰–۱۱ | کروز آزول |
| ------------ | ---- | --------- |
|              |      |           |